# El Brunar
El Brunar o el Brunat és una masia de pedra del segle XVIII situada al municipi de Llobera, a la comarca catalana del Solsonès. Està formada per planta baixa, primer pis i golfes amb una coberta a dues aigües feta de teula àrab. Té altres edificacions com magatzems i coberts adossats o propers a l'estructura principal.